# Braunes Erbe
Braunes Erbe. Die dunkle Geschichte der reichsten deutschen Unternehmerdynastien ist der deutsche Titel des 2022 unter dem englischsprachigen Titel Nazi Billionaires: The Dark History of Germany's Wealthiest Dynasties veröffentlichten Buches von David de Jong. Die deutsche Übersetzung wurde von Jörn Pinnow und Michael Schickenberg und die Veröffentlichung wurde von Kiepenheuer & Witsch übernommen.

## Inhalt
Das nicht-fiktionale Werk handelt von dem Erfolg deutscher Industrieller unter der Herrschaft des NS-Staats, die auf Basis dieser Vorteile im Nachkriegsdeutschland der BRD ihren Wohlstand bis heute ausbauen und aufrechterhalten konnten. Bekannte angesprochene ehemalige Nutznießer des Nationalsozialismus sind unter anderem die Familie Quandt (BMW), Familie Flick (Großinvestoren), Familie Porsche, Familie Oetker (Dr. Oetker) und Familie Finck (Großinvestoren und Mitbegründer der Allianz Versicherung). Der gegenwärtige Status, Reichtum und Erfolg dieser Familien und ihrer Unternehmen sei z. B. unter anderem auf den Einsatz von Zwangsarbeit oder Bevorzugung durch die Regierung zurückzuführen. Signifikant seien auch wirtschaftliche Vorteile durch die Arisierung gewesen, durch den die Großunternehmer Vermögenswerte von enteigneten Juden und anderer Minderheiten übernehmen konnten.
Die Beziehungen dieser Großunternehmer sei den Recherchen zufolge allerdings nicht einseitig geblieben. So habe z. B. von Finck den Wahlkampf Hitlers im Jahr 1931 mit 5 Millionen Reichsmark unterstützt und auch Friedrich Flick habe die SA, die Nationalsozialistische Presse und ebenfalls den Wahlkampf der NSDAP finanziert.
Kritisiert wird dabei durch den Autor, dass diese Bevorzugung bei Nazi-Verbrechen bis auf eine Ausnahme keine signifikante Konsequenzen im Nachkriegsdeutschland hatte. Dank rechtlicher Entnazifizierung konnten die Unternehmer ihren Reichtum weiter ausbauen. Dank des Startvorteils durch die Unterstützung der Nazis konnten Flick, von Finck, Quandt und Oetker zwischen Stunde Null und dem Jahr 1970 zu den reichsten Milliardären in Deutschland aufsteigen.

## Rezeption
Das Buch hat positive Rezensionen von der New York Times, dem Wall Street Journal, The Times, The Economist und The Spectator erhalten.